# The Ghost of Tom Joad
The Ghost of Tom Joad je jedenácté studiové album amerického hudebníka Bruce Springsteena. Vydáno bylo v listopadu roku 1995 společností Columbia Records. Nahráno bylo během roku 1995 ve Springsteenově vlastním studiu v Los Angeles a spolu s ním jej produkoval Chuck Plotkin.

## Seznam skladeb
Autorem všech skladeb je Bruce Springsteen.
1. The Ghost of Tom Joad – 4:23
2. Straight Time – 3:25
3. Highway 29 – 3:39
4. Youngstown – 3:52
5. Sinaloa Cowboys – 3:51
6. The Line – 5:14
7. Balboa Park – 3:19
8. Dry Lightning – 3:30
9. The New Timer – 5:45
10. Across the Border – 5:24
11. Galveston Bay – 5:04
12. My Best Was Never Good Enough"	2:00

## Obsazení
- Bruce Springsteen – zpěv, kytara, harmonika, klávesy
- Danny Federici – akordeon, klávesy
- Gary Mallaber – bicí
- Garry Tallent – baskytara
- Jim Hanson – baskytara
- Jennifer Condos – baskytara
- Marty Rifkin – pedálová steel kytara
- Soozie Tyrell – housle, doprovodné vokály
- Lisa Lowell – doprovodné vokály
- Patti Scialfa – doprovodné vokály